# Mass

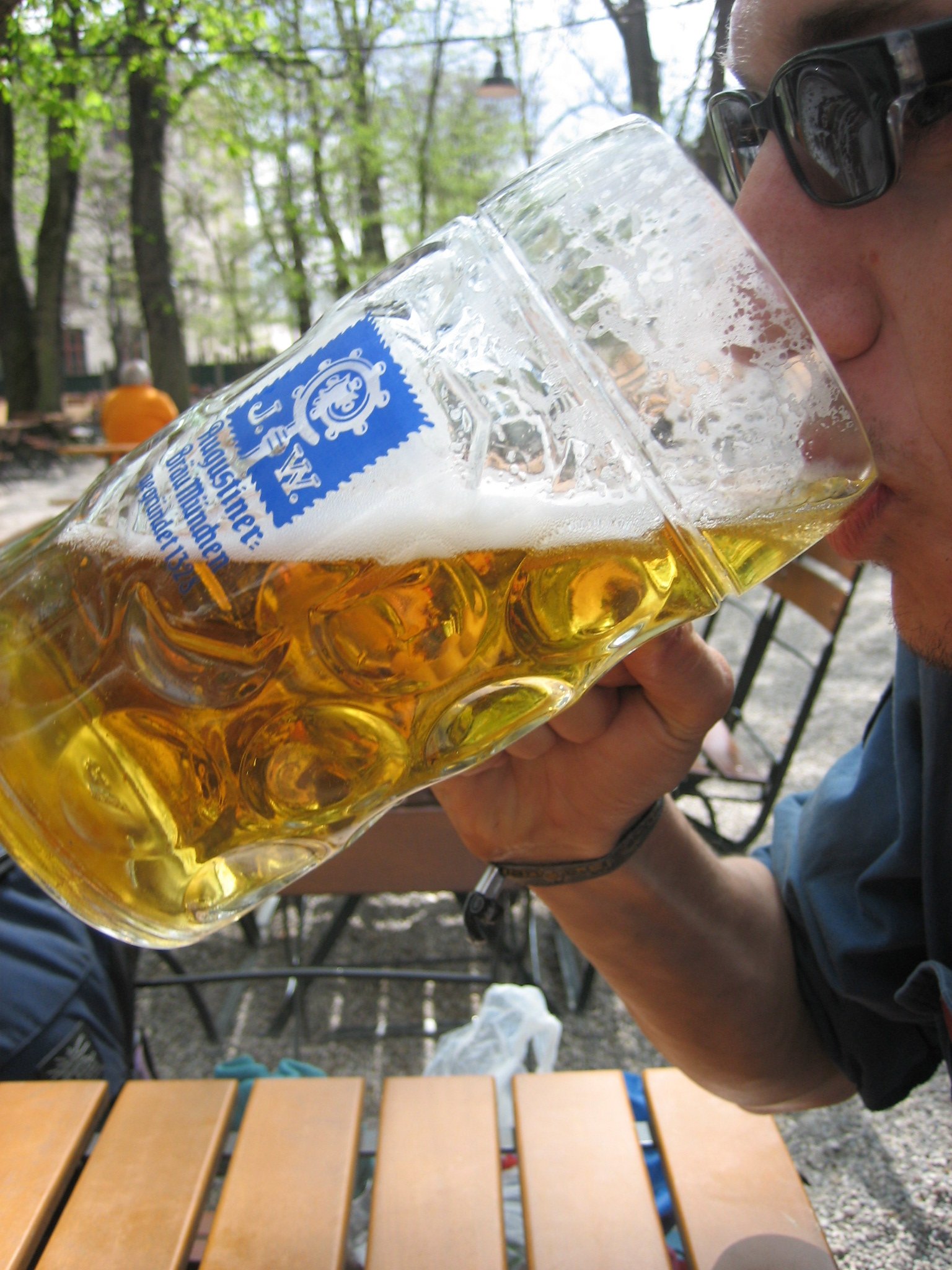
Mass de bière avec l'emblème de la brasserie Augustiner.

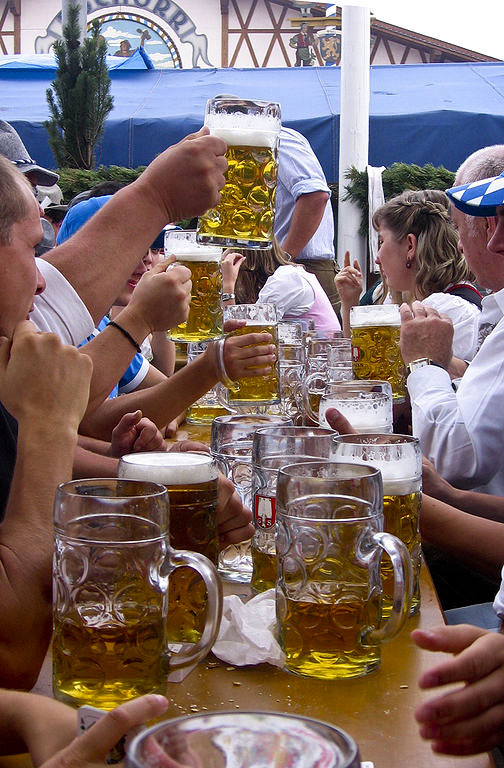
Mass lors de l'Oktoberfest 2006.

Une mass, ou Maß selon la graphie allemande, est une chope de bière d'un litre de contenance. Son nom allemand Maß signifie mesure. Au départ le mot mass désigne un volume de 1,069 litre et était une unité de mesure utilisée en Bavière et introduite en 1809. Depuis 1871 et l'introduction du système métrique, le volume est de 1 litre tout rond. Ce type de chope est surtout utilisé en Bavière et en Autriche pour servir la bière, mais aussi pour les mélanges entre de la bière et d'autres boissons, typiquement la Radler (bière et limonade).
Par métonymie, commander une Mass à un serveur en Bavière correspond à commander un litre de bière blonde.

## Histoire

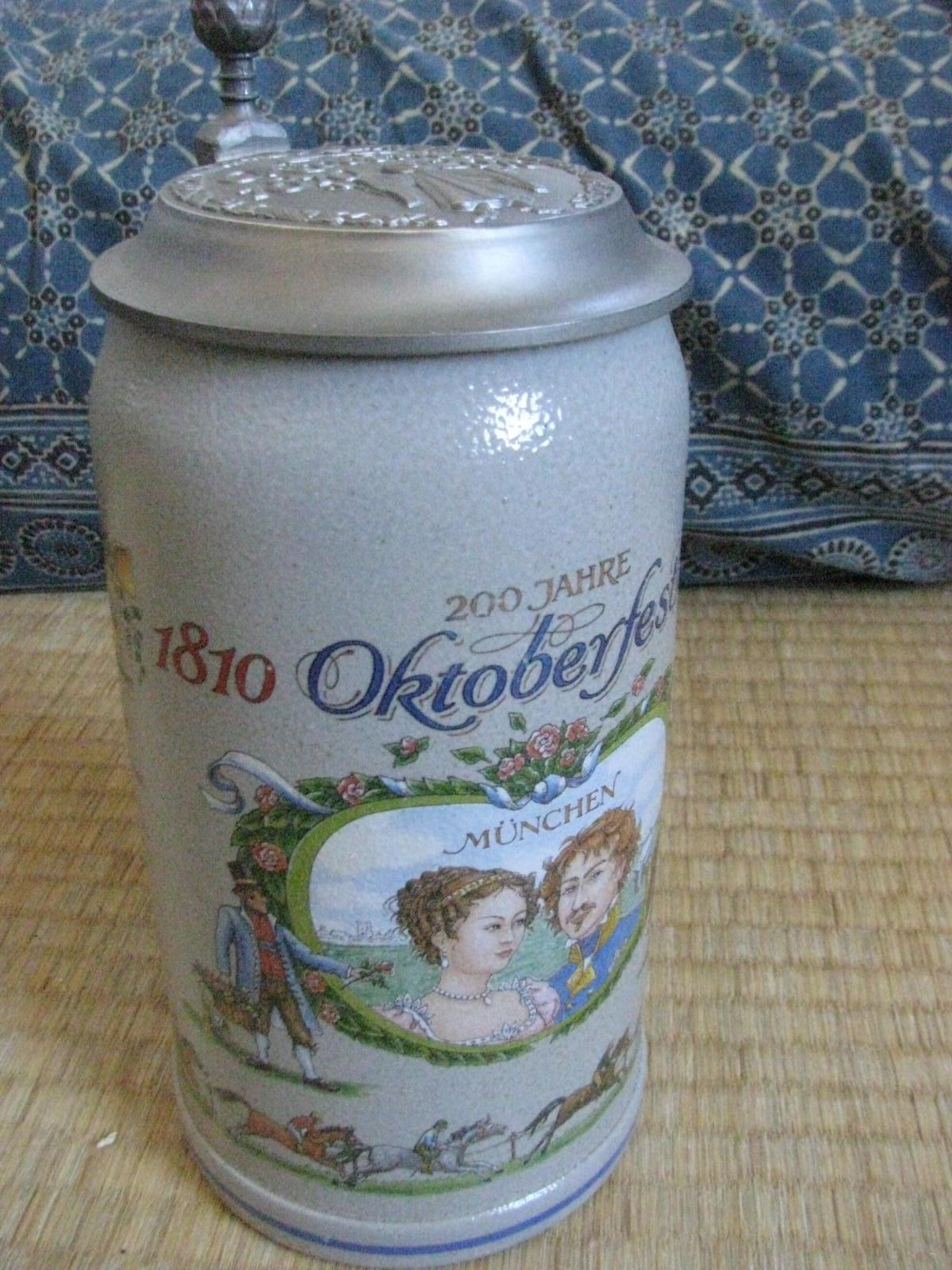
Mass du jubilé de l'Oktoberfest

Les Masse étaient d'abord faites en terre cuite. Depuis la fin du XIXe siècle, elles sont progressivement remplacées par des modèles en verre. En Franconie, toutefois, les Masse en terre cuite sont toujours privilégiées. En effet, elles ont pour principal avantage de mieux conserver la fraîcheur de la bière par rapport aux Masse en verre. Ces dernières permettent par contre de voir au premier coup d'œil si la bière a bien été servie. Avec la mousse, il est difficile de se rendre compte de la quantité de bière réellement servie dans une Mass en terre cuite. 
Les Masse les plus connues sont surement celles servies sur l'Oktoberfest. Chaque année un modèle de collection différent est fabriqué. Celui-ci est toujours en terre cuite. 

## Description
Les Masse en terre cuite sont souvent équipées d'un couvercle en étain. Les Masse en verre possèdent un trait indiquant le litre, un rebord de 4 cm permet de contenir la mousse au moment du versement et évite les débordements.
Sur la Mass se trouvent les Augen (yeux) qui sont les cercles dessinés dans le verre. En plus d'un aspect esthétique, ces Augen servent à renforcer le verre.[réf. nécessaire]
Les Augen servent aussi à mesurer la quantité de bière restant dans le verre.